# Валонгу
Валонгу (порт. Valongo; [vɐ'lõngu]) — город в Португалии, центр одноимённого муниципалитета в составе округа Порту. Находится в составе крупной городской агломерации Большой Порту. По старому административному делению входил в провинцию Дору-Литорал. Входит в экономико-статистический субрегион Большой Порту, который входит в Северный регион. Численность населения — 18 тыс. жителей (город), 94,3 тыс. жителей (муниципалитет) на 2006 год. Занимает площадь 72,99 км².
Покровителем города считается Святой Мамеде (порт. São Mamede).
Праздник города — 24 июня.

## Расположение
Город расположен в 10 км на восток от административного центра округа города Порту.
Муниципалитет граничит:
- на севере — муниципалитет Санту-Тирсу
- на северо-востоке — муниципалитет Пасуш-де-Феррейра
- на востоке — муниципалитет Паредеш
- на юго-западе — муниципалитет Гондомар
- на западе — муниципалитет Мая

## История
Город основан в 1836 году.

## Население
| Численность населения муниципалитета по годам | Численность населения муниципалитета по годам | Численность населения муниципалитета по годам | Численность населения муниципалитета по годам | Численность населения муниципалитета по годам | Численность населения муниципалитета по годам | Численность населения муниципалитета по годам | Численность населения муниципалитета по годам | Численность населения муниципалитета по годам |
| --------------------------------------------- | --------------------------------------------- | --------------------------------------------- | --------------------------------------------- | --------------------------------------------- | --------------------------------------------- | --------------------------------------------- | --------------------------------------------- | --------------------------------------------- |
| 1849                                          | 1900                                          | 1930                                          | 1960                                          | 1981                                          | 1991                                          | 2001                                          | 2004                                          | 2006                                          |
| 8109                                          | 11 853                                        | 17 239                                        | 33 300                                        | 64 234                                        | 74 172                                        | 86 005                                        | 91 274                                        | 94 344                                        |

## Состав муниципалитета
В муниципалитет входят следующие районы:
1. Алфена
2. Кампу
3. Эрмезинде
4. Собраду
5. Валонгу